# Tsjerna Mesta
Tsjerna Mesta (Bulgaars: Черна Места) is een dorp in het zuidwesten van Bulgarije. Het dorp is gelegen in de gemeente Jakoroeda, oblast Blagoëvgrad. Het dorp ligt 52 km ten oosten van Blagoëvgrad en 79 km ten zuiden van Sofia.

## Bevolking
Het dorp Tsjerna Mesta had bij een schatting van 2020 een inwoneraantal van 390 personen. Dit waren 27 mensen (-6,5%) minder dan 417 inwoners bij de officiële census van februari 2011. De gemiddelde jaarlijkse groei in die periode komt daarmee uit op -0,67%, hetgeen lager is dan het landelijk jaarlijks gemiddelde over deze periode (-0,63%).
Vanwege een beveiligingsprobleem met de MediaWiki Graph-software is het momenteel niet mogelijk deze grafiek weer te geven. Zodra de software is bijgewerkt zal de grafiek vanzelf weer zichtbaar worden.
In het dorp wonen nagenoeg uitsluitend etnische Pomaken - maar zij identificeren zichzelf vaak als etnische Turken in de officiële volkstellingen. Zo noemden 353 van de 368 ondervraagden zichzelf etnische Turken in de census van 2011 - oftewel 95,9% van alle ondervraagden. 12 ondervraagden noemden zichzelf etnische Bulgaren.
| Etnische samenstelling van de respondenten (2011) | Etnische samenstelling van de respondenten (2011) | Etnische samenstelling van de respondenten (2011) | Etnische samenstelling van de respondenten (2011) | Etnische samenstelling van de respondenten (2011) |
| ------------------------------------------------- | ------------------------------------------------- | ------------------------------------------------- | ------------------------------------------------- | ------------------------------------------------- |
|                                                   |                                                   |                                                   |                                                   |                                                   |
| Bulgaren                                          | Bulgaren                                          |                                                   | 3,3%                                              | 3,3%                                              |
| Turken                                            | Turken                                            |                                                   | 95,9%                                             | 95,9%                                             |
| Roma                                              | Roma                                              |                                                   | 0,0%                                              | 0,0%                                              |
| Anders/Onbekend                                   | Anders/Onbekend                                   |                                                   | 0,8%                                              | 0,8%                                              |